# グランドロード (岡崎市)

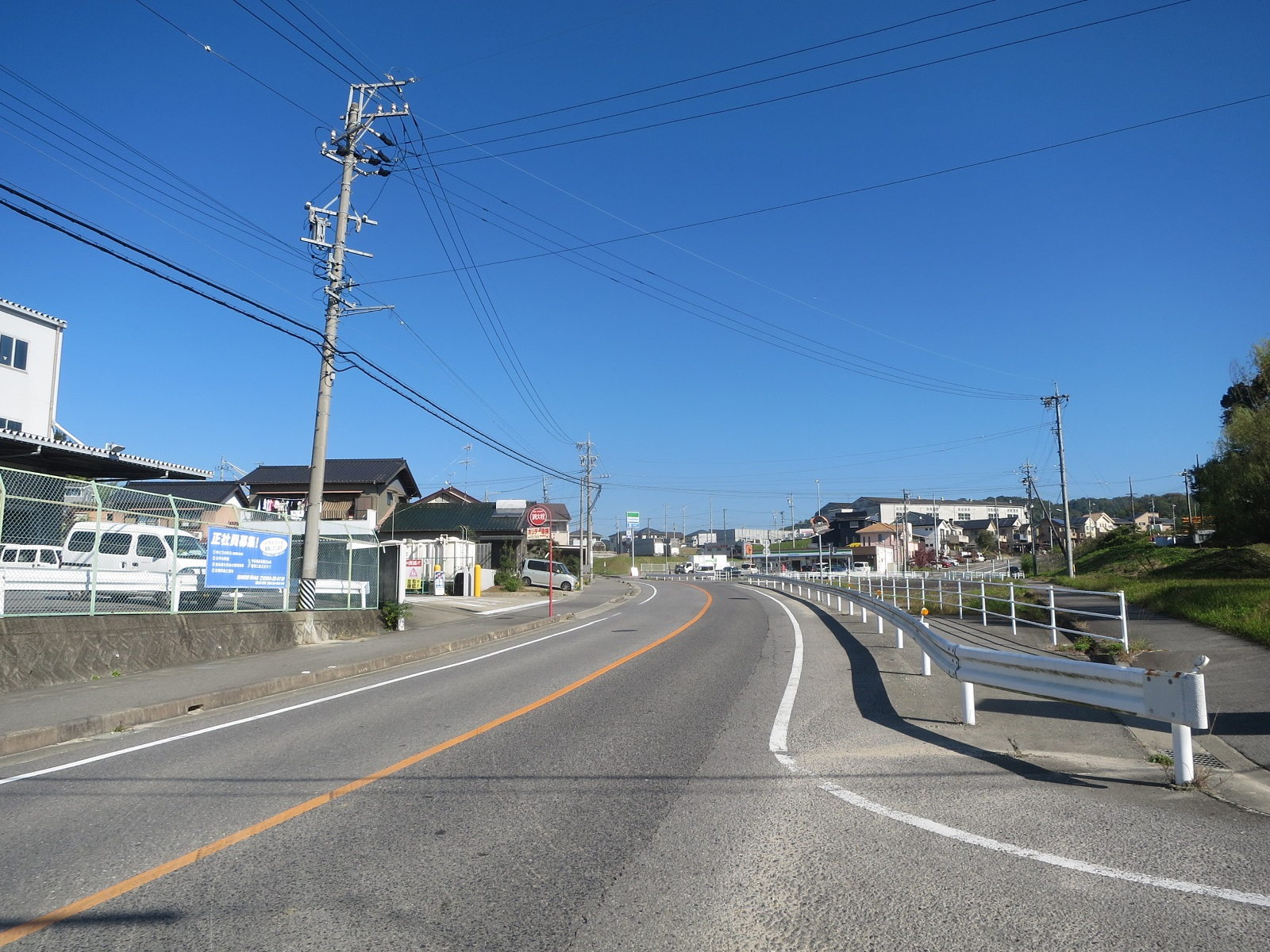
グランドロード（岡崎市稲熊町で撮影）

グランドロードとは、愛知県岡崎市真伝町にある岡崎市龍北総合運動場に至る道路の通称名である。同運動場の前身である「愛知県岡崎総合運動場」の愛称が「県営グラウンド」だったため。

## 概要
都市計画道路日名橋線（市道）の一部と愛知県道477号東大見岡崎線の一部とを通る道路の愛称で、市道区間は4車線（片側2車線）で広くゆったりとしており、県道区間は2車線（片側1車線）で、稲熊町から真伝町にかけては旧道が残る。逆に市道を西に進めばグランドロードから平針街道に移る。
市道区間は大通りに面し、スーパーマーケットやグランロード商店街振興組合に属する商店などが建ち並ぶ、主に商業地である。それと比較して県道区間は以前山林だった地域に新興の住宅が目立つようになり、岡崎真伝特定土地区画整理事業が行われるようになった地域である。
グランドロードの前身は近世には存在し、岡崎城城下の能見口から稲熊を経由し、途中で大沼街道と同道して滝に達した道である。現在でもグランドロード沿いの佐川急便がある辺りに岡崎市稲熊町字滝道の地名が残る。松平往還の一部と考えられ、岡崎城下と山間部地域を結び、多くの物資が往来する道であったという。

## 接続する路線
- モダン道路（岡崎市）
- 竜東メーンロード（岡崎市）
- 大沼街道（豊田市）

## 沿線・周辺
- 伊賀川
- 愛知県立岡崎北高等学校
- ドミー稲熊店
- ホリホック書店
- 岡崎市稲熊保育園
- 佐川急便岡崎店
- 稲熊緑地
- レオナ第一幼稚園
- 岡崎市龍北総合運動場

## 参考
- 『新編 岡崎市史 3（近世）』（新編岡崎市史編さん委員会）